# Chester (condado de Hampden)
Chester es un lugar designado por el censo ubicado en el condado de Hampden en el estado estadounidense de Massachusetts. En el Censo de 2010 tenía una población de 627 habitantes y una densidad poblacional de 169,65 personas por km².

## Geografía
Chester se encuentra ubicado en las coordenadas 42°16′51″N 72°58′49″O / 42.28083, -72.98028. Según la Oficina del Censo de los Estados Unidos, Chester tiene una superficie total de 3.7 km², de la cual 3.61 km² corresponden a tierra firme y (2.24%) 0.08 km² es agua.

## Demografía
Según el censo de 2010, había 627 personas residiendo en Chester. La densidad de población era de 169,65 hab./km². De los 627 habitantes, Chester estaba compuesto por el 99.04% blancos, el 0% eran afroamericanos, el 0% eran amerindios, el 0% eran asiáticos, el 0% eran isleños del Pacífico, el 0% eran de otras razas y el 0.96% pertenecían a dos o más razas. Del total de la población el 1.12% eran hispanos o latinos de cualquier raza.